# Tao Tapasu
Pas d'image ? Cliquez ici

a Compétitions nationales et continentales officielles uniquement.

Dernière mise à jour le 20 septembre 2018.
Tao Tapasu, né le 25 décembre 1972, est un joueur de rugby à XV néo-zélandais qui évolue au poste de deuxième ligne au sein de l'effectif de l'Entente Astarac Bigorre XV en Fédérale 2 (1,93 m pour 110 kg).
Il est d'origine samoane et son cousin est le All Blacks Ma'a Nonu.
Pour tous les supporters gersois, Tao est un exemple d'intégration et est admiré pour sa vaillance et son esprit guerrier.

## Carrière
- 2004-2013 : FC Auch (Pro D2)
- Depuis 2013 : Entente Astarac Bigorre XV (Fédérale 2)

## Palmarès
Avec le FC Auch
- Championnat de France de Pro D2 :
  - Champion (2) : 2004 et 2007
- Bouclier européen :
  - Vainqueur (1) : 2005[3]